# أفريكا جنغل
أفريكا جنغل (africa jungle) هي فرقة هيب هوب جزائرية، تلمس اساليب متنوعة من الموسيقى (راب، ريغي..)، تأسست الفرقة سنة 2007، من طرف 5 شبان من مدينة سطاوالي بالجزائر العاصمة، كل واحد منهم، له تأثيرات مختلفة، مما جلب للفرقة أسلوبها الخاص الثري موسيقيا. في عام 2009، سجلت Africa Jungle أول ألبوم باسم One Six. تعد أفريكا جنغل اليوم واحدة من أفضل المجموعات المعروفة وأكثرها رغبة في المشهد الفني الجزائري (الجديد).

## أعضاء الفرقة
- عبد الرؤوف دراجي: المعروف بسولكينغ "soolking" حاليا وأمسي سول "MC Sool" سابقا
- أكرم بوجتيت: المعروف ب اسيد د كينغ "Acid the king"
- جمال شوشان: المعرف ب جام شو "Djam Chow"
- نزيم سواب: المعرف ب ناز دوس "Naz Dos"

- اسلام ولد شريف: المعرف ب سلايم-جنغل "Slaym-Jungle"
- حسن تواتي: المعروف بـ: Hood د عضو مؤسس في أفريكا جنغل وعضو في مجموعة Blidian Thugz حاليا

## الألبومات
- 16 «وان سيكس» صدر سنة 2009 وتعود تسميته لترقيم الولاية التي ينتمي لها أعضاء الفرقة (الجزائر) ما عدى Hood من ولاية البليدة القريبة إقليميا لولاية الجزائر العاصمة
- «شد روحك» صدر سنة 2012 واشتهر بأغنية «هيب هوب دزيري» hip hop dziri التي عرفت أول فيديو كليب HD لاغنية راب جزائرية، وايضا أغنية ماما ألجيريا "Mama Algeria" باسلوب الريغي. وتم بيع 11000 نسخة من الالبوم.
- «اكليبس» Eclipse صدر سنة 2013 واشتهر بسرعة مما جعل الفرقة من الأشهر في الجزائر
- جنغل سولدا "junglesoldats" صدر سنة 2015 في فرنسا

## هجرتهم إلى فرنسا
هاجر ثلاث أعضاء من الفرقة وهم سولكينغ، ناز دوس وجام شو وبقي Hood الذي انضم لمحموعة أخرى Blidian Thugz و Acid The King بسبب اعتزاله لفن الراب وسلايم جانغل في الجزائر بسبب ظروف عائلية، وبدؤوا بالعمل في فرنسا واستطاعوا النجاح بعد الكثير من العمل والمعاناة، لكن سولكينغ فقط هو من أصبح يمثل الفرقة وباقي الأعضاء يعملون على الموسيقى وباقي التفاصيل.